# Stazione di Robbio
Stazione di Robbio vasútállomás Olaszországban, Lombardia régióban, Robbio településen.

## Vasútvonalak
Az állomást az alábbi vasútvonalak érintik:
- Vercelli–Pavia-vasútvonal

## Kapcsolódó állomások
A vasútállomáshoz az alábbi állomások vannak a legközelebb:
- Stazione di Nicorvo
- Stazione di Palestro